# Lichtenberg (Horní Lužice)
Lichtenberg (hornolužickosrbsky Swětła) je obec v Horní Lužici v německé spolkové zemi Sasko. Nachází se v zemském okrese Budyšín a má přibližně 1 600 obyvatel.

## Historie
První písemná zmínka o vsi pochází z roku 1350, kdy je uváděna jako Lichtenberg. V roce 1969 se k Lichtenbergu připojila do té doby samostatná obec Kleindittmannsdorf.

## Přírodní poměry
Lichtenberg leží na hranici Horní Lužice v západní části zemského okresu Budyšín asi 15 kilometrů severozápadně od velkého okresního města Bischofswerda a 5 kilometrů severně od velkého okresního města Radeberg. Území obce je málo zalesněná, krajina je převážně zemědělsky využívána. Jižním okrajem území prochází spolková dálnice A4. Železnice obcí neprochází.

## Správní členění
Lichtenberg se dělí na 2 místní části:
- Kleindittmannsdorf
- Lichtenberg

## Pamětihodnosti
- evangelický kostel v Lichtenbergu
- fara s hrázděným patrem